# Quatuor pour piano et cordes de Saint-Saëns
Pour les articles homonymes, voir Quatuor pour piano et cordes.
Le Quatuor pour piano et cordes en si bémol majeur opus 41 est un quatuor pour piano, violon, alto et violoncelle de Camille Saint-Saëns. Composé en 1875, il est créé le 6 mars 1875 avec Pablo de Sarasate au violon, Jacquard, Alfred et le compositeur au piano à la salle Pleyel. Dans la Gazette musicale on peut lire: « une des productions de musique de chambre les plus remarquables entendues depuis longtemps ».

## Structure
1. Allegretto (en si bémol majeur, à )
2. Andante maestoso ma con moto (en sol mineur, à )
3. Poco allegro più tosto moderato (en ré mineur, à 
)
4. Allegro (en ré mineur, à )